# 亞當斯森特 (紐約州)
亞當斯森特（英語：Adams Center）是位於美國紐約州傑佛遜縣的普查規定居民點。

## 人口
根據2020年美國人口普查的數據，亞當斯森特的面積為12.94平方千米，當中陸地面積為12.59平方千米，而水域面積為0.35平方千米。當地共有人口1492人，而人口密度為每平方千米115.3人。